# Matthew Currie Holmes
Matthew Currie Holmes es un actor, guionista, productor y director canadiense que ha aparecido en más de cuarenta proyectos de cine y televisión.

## Carrera de Actor y Productor
Currie Holmes ha aparecido en la serie de televisión canadiense Godiva's and Edgemont. Sus créditos cinematográficos incluyen Jet Boy (2001), Dawn of the Dead (2004), The Fog (2005), Firewall (2006) y Wrong Turn 2: Dead End (2007). Currie Holmes produjo y protagonizó el cortometraje My Charlotte (2009), que fue elegido como selección oficial de la Cinéfondation en el Festival de Cine de Cannes. 
Currie Holmes ganó el premio Leo a la Mejor Interpretación de Reparto de un Hombre en una Serie Dramática en 2005, y fue nuevamente nominado para el premio en 2006. 

## Carrera de Escritor y Director
Currie Holmes ha escrito y editado la historia de docenas de proyectos para productores y directores tanto en Hollywood como en Canadá. Coescribió la película de acción y terror Demonology con X-men, X2 y el escriba de Watchmen, David Hayter. 
Currie Holmes ha unido con la escritora / directora Tracy L. Morse para formar The Blood Bros, una compañía creativa dedicada al arte, el honor y la preservación del terror estadounidense-canadiense bien escrito. Juntos, Matthew y Tracy tienen una lista de películas en varias etapas de desarrollo. En 2012, dirigieron su primer largometraje, titulado P5Ych. 

## Filmografía
- 2000: Entre dos mundos como Blue.
- 2001: Anatomía de un crimen como Jay.
- 2001: Come l'America como Charly.
- 2001: Jet Boy como Jordan.
- 2001: UC: Undercover como Jimmy.
- 2001: SK8 como Trent Fly.
- 2002: Dark Angel como Push.
- 2002: Wolf Lake como Donald Wrye.
- 2002: John Doe como Sweetheart.
- 2002: Stiffed como Stiff.
- 2002: El fantasma de High River como Nolan.
- 2002: Abducidos como Daryl.
- 2003: The Twilight Zone como Chico fotógrafo.
- 2003: Queer as Folk como Twink.
- 2003: La tierra de la muerta como Nathan Cawdor.
- 2003: Tan muertos como yo
- 2003: Jeremiah como Keith.
- 2004: The L Word como Clive.
- 2004: Cold Squad como Mark.
- 2005: The Colt como Shanton.
- 2005: Edgemont como Eddie.
- 2005: The Fog como Sean Castle.
- 2005: Diario adolescente como Steven.
- 2006: Firewall como Booby.
- 2006: Godiva's como Stick.
- 2007: La zona muerta como Brian Griffith.
- 2007: Wrong Turn 2: Dead End como Michael.
- 2007: Miriam (cortometraje) como Paul.
- 2008: Coffee Diva (cortometraje) como Noah.
- 2009: Life como Bartender.
- 2009: My Charlotte (cortometraje) como Daniel.
- 2010: Rehenes como Max.
- 2011: CSI: Miami como Vince Kessler.
- 2012: The Dump (cortometraje) como Yuppie.
- 2012: BlackBoxTV como Chet.
- 2012: Stay at Home Dad (cortometraje) como Steven.
- 2013: Scary Mask (cortometraje) como Eric.
- 2014: See How They Run como Wesley.
- 2014: Wolves como Setter.
- 2017: Buckout Road como Clerk